# Dysphania flavidiscalis
Dysphania flavidiscalis är en fjärilsart som beskrevs av W. Warren 1895. Dysphania flavidiscalis ingår i släktet Dysphania och familjen mätare. Inga underarter finns listade i Catalogue of Life.